# Bart Bok
Bartolomeus 'Bart' Jan Bok (Hoorn, 28 de abril de 1906 – Tucson, 5 de agosto de 1983) foi um astrónomo neerlandês-norte-americano.
Bok nasceu nos Países Baixos e estudou na Leiden e na Universidade de Groningen. Em 1929 casou com a companheira astrónoma Pricilla Fairfield Bok e durante o resto de suas vidas colaboraram estreitamente. Ambos trabalharam na estrutura e evolução dos aglomerados estelares e da Via Láctea, mapeando os braços espirais, especialmente a região de Carina, e também estudaram as Nuvens de Magalhães. As suas investigações sobre o gás e a poeira interestelares levaram-lhe a estudar a formação estelar sendo conhecido pelos seus trabalhos sobre pequenas nebulosas escuras, hoje em dia conhecidas como glóbulos de Bok.
De 1929 a 1957 trabalhou na Universidade de Harvard. Também trabalhou como director do Observatório de Monte Stromlo na Austrália durante nove anos, antes de regressar aos Estados Unidos como director do Observatório Steward (1966-1970). Converteu-se em cidadão dos Estados Unidos em 1938.
Durante os anos 1940 ajudou na construção do Observatório Nacional do México em Tonantzintla e nos anos 1950 ajudou na construção do Observatório Boyden (dependente do Observatório do Harvard College) na África do Sul. Na Austrália, participou na construção do Observatório Siding Spring.
Em 1975 foi coautor da obra Objecções à Astrologia (The Humanist, 1975)  que foi apoiado por 186 profissionais astrónomos, astrofísicos e cientistas de outros campos, incluindo 19 ganhadores do Prémio Nobel. Isto deu lugar à formação do Comitê para a Investigação Cética de qual foi membro fundador.
O asteróide 1983 Bok foi nomeado assim como reconhecimento a ele e a sua esposa.
Bok morreu de um ataque cardíaco na sua casa em Tucson, Arizona.